# Ixamatus fischeri
Espèce
Ixamatus fischeri est une espèce d'araignées mygalomorphes de la famille des Microstigmatidae.

## Distribution
Cette espèce est endémique de Nouvelle-Galles du Sud en Australie. Elle se rencontre sur le mont Banda Banda et le mont Boss.

## Description
La carapace du mâle holotype mesure 6,50 mm de long sur 5,94 mm et l'abdomen 7,80 mm de long sur 5,20 mm et la carapace de la femelle paratype mesure 6,94 mm de long sur 5,50 mm et l'abdomen 9,20 mm de long sur 6,00 mm.

## Publication originale
- Raven, 1982 : Systematics of the Australian mygalomorph spider genus Ixamatus Simon (Diplurinae: Dipluridae: Chelicerata). Australian Journal of Zoology, vol. 30, no 6, p. 1035-1067.